# 穆棱市
穆棱市是中华人民共和国黑龙江省牡丹江市下辖的县级市。面积5611平方公里，市人民政府驻八面通镇长征路243号。

## 行政区划
穆棱市下辖6个镇、1个乡、1个民族乡：
八面通镇、穆棱镇、下城子镇、马桥河镇、兴源镇、河西镇、福禄朝鲜族满族乡、共和乡、八面通林业局和穆棱林业局。

## 人口
根据第七次人口普查数据，截至2020年11月1日零时，穆棱市常住人口为197065人。

## 交通
- 301国道、 331国道过境。
- 滨绥铁路和牡绥铁路过境，穆棱铁路公交承担市内通勤

## 名胜
- 穆棱东北红豆杉国家级自然保护区